# Steninvreia tricarinata
Steninvreia tricarinata är en stekelart som först beskrevs av Girault 1927.  Steninvreia tricarinata ingår i släktet Steninvreia och familjen bredlårsteklar. Inga underarter finns listade i Catalogue of Life.